# Bogdan Sleboda
Bogdan Kazimierz Sleboda (ur. 14 maja 1942 w Poznaniu) – pułkownik w stanie spoczynku, lekarz-ortopeda-traumatolog narządu ruchu, doktor nauk medycznych, dowódca polskiej grupy medycznej wchodzącej w skład Polskiego Kontyngentu Wojskowego w składzie Wielonarodowych Sił w rejonie Zatoki Perskiej i naczelny lekarz polskiego zespołu medycznego w szpitalu Królewskiej Marynarki Wojennej w Al Jubail.

## Życiorys
W 1960 roku ukończył I Liceum Ogólnokształcące im. Karola Marcinkowskiego w Poznaniu. Studiował medycynę na Wojskowej Akademii Medycznej w Łodzi. Pracę doktorską pt. „Analiza radiologiczno-kliniczna zmian kształtu i struktury trzonów kręgowych u osób z zespołami bólowymi” obronił w 1982 r. w tamtejszym Centrum Kształcenia Podyplomowego.
W latach 1974–1975 brał udział w pracach Międzynarodowej Komisji Nadzoru i Kontroli w Wietnamie Południowym. Uczestniczył w  operacji Pustynna Burza w Arabii Saudyjskiej (1991). W latach 1993–1995 i 1996–1997 pełnił funkcję dyrektora szpitala ONZ w południowym Libanie pełniąc tam służbę w ramach PKW w Libanie. Do przejścia na emeryturę był wieloletnim ordynatorem w szpitalu wojskowym w Poznaniu.
Nadal czynny zawodowo – jest biegłym sądowym w Sądzie Okręgowym w Poznaniu.